# Baruj Benacerraf
Baruj Benacerraf (29 tháng 10 năm 1920 – 2 tháng 8 năm 2011) là nhà miễn dịch học người Mỹ gốc Venezuela và Do Thái, đã đoạt giải Nobel Sinh lý và Y khoa năm 1980 cùng với Jean Dausset và George Snell cho công trình nghiên cứu của họ về Major histocompatibility complex.

## Cuộc đời và Sự nghiệp
Sinh tại Caracas, Venezuela trong một gia đình Do Thái Sephardic: cha ông sinh ở vùng Maroc do Tây Ban Nha bảo hộ (thành phố Tetuan) còn mẹ ông sinh tại Algérie.
Gia đình Benacerraf từ Venezuela di chuyển sang Paris năm 1925. Sau khi trở về Venezuela, ông di cư sang Hoa Kỳ năm 1940. Ông lấy bằng cử nhân khoa học tại Khoa Tổng hợp Đại học Columbia. Sau đó ông đậu bằng bác sĩ y khoa tại Trường Y khoa Virginia thuộc Đại học Thịnh vượng chung Virginia.
Sau thời gian làm bác sĩ nội trú và phục vụ trong Quân đội Hoa Kỳ (1945–1948), rồi làm việc trong bệnh viện quân y ở Nancy (Pháp), ông trở thành nhà nghiên cứu ở Trường Y dược và Giải phẫu học thuộc Đại học Columbia (1948–1950). Từ năm 1950–1996, ông sang nghiên cứu ở Paris, từ năm 1956–1968 trở về làm việc ở Đại học New York, từ 1968–1970 làm việc ở Viện Y tế Quốc gia Mỹ, rồi Đại học Harvard (1970–1991), đồng thời làm việc ở "Viện Ung thư Dana-Farber Cancer" tại Boston (1980). Ông bắt đầu nghiên cứu các chứng dị ứng từ năm 1948, và trong thập niên 1960 ông phát hiện ra là các gien Ir chi phối việc đẩy cơ quan cấy ghép ra (transplant rejection).

## Giải thưởng
- 1980: Giải Nobel Sinh lý và Y khoa chung với Jean Dausset và George Snell
- 1990: Huy chương Khoa học Quốc gia (National Medal of Science).